# STM8

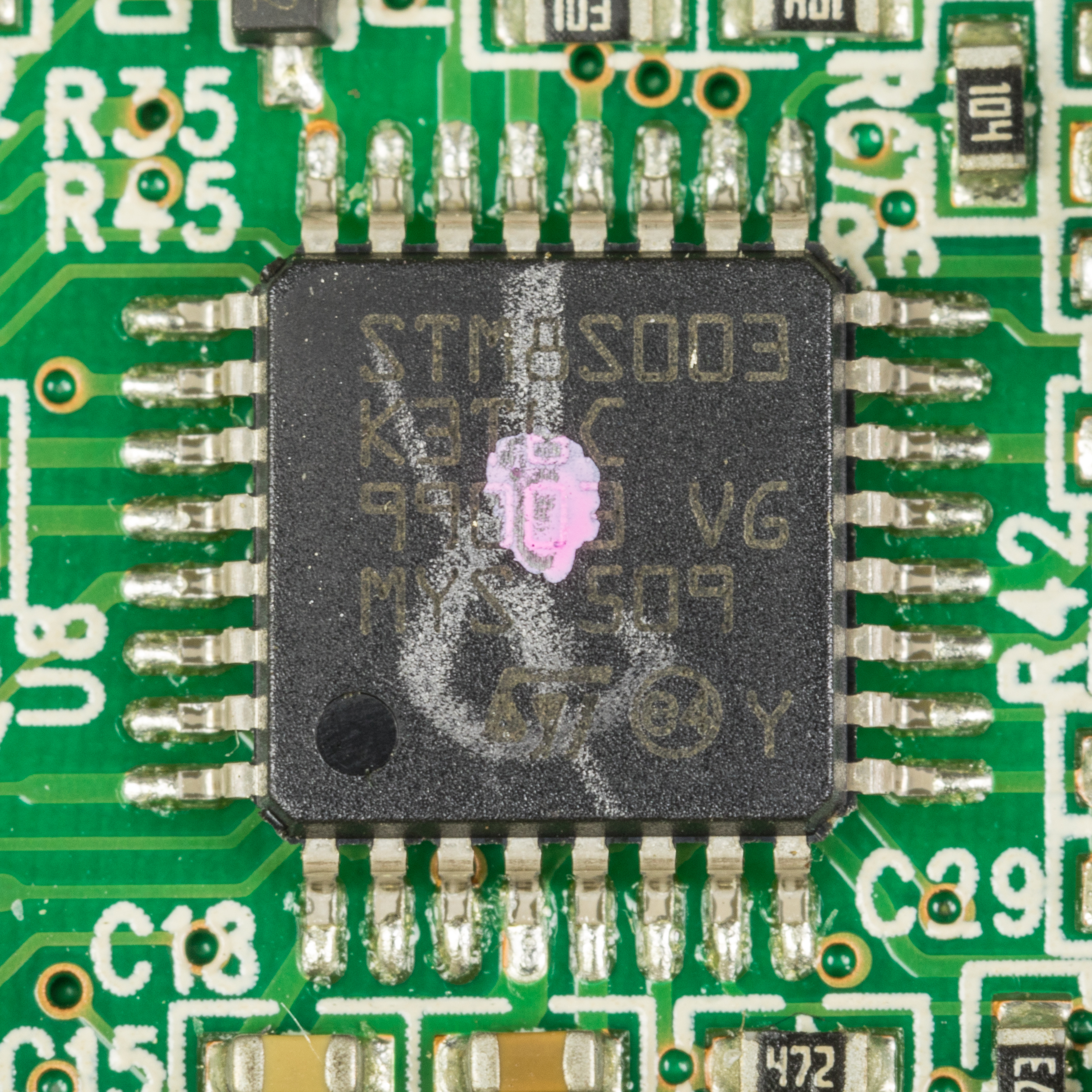
STM8S

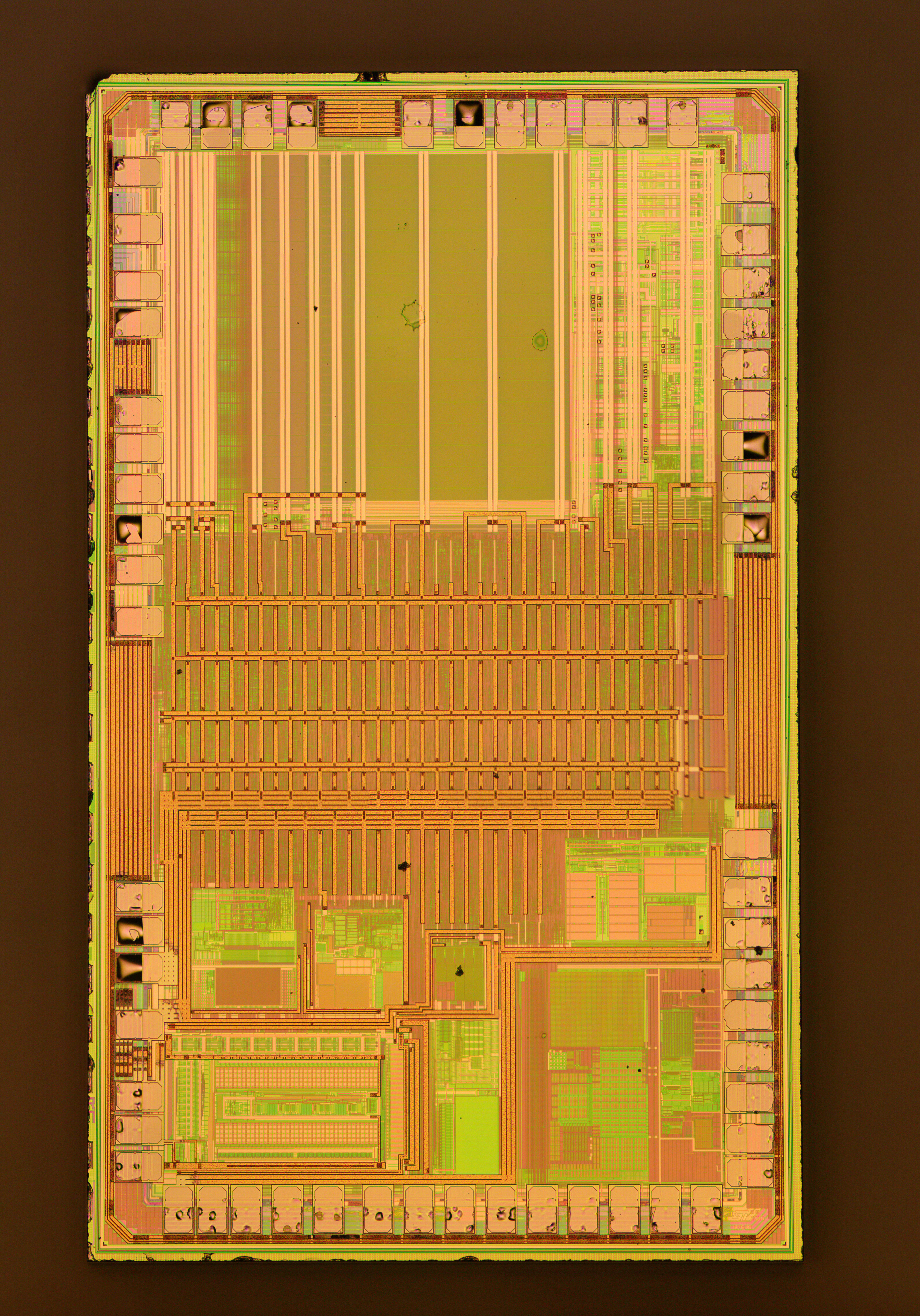
Die des STM8L152

Der STM8 ist ein von STMicroelectronics entwickelter 8-Bit-Mikrocontroller.

## Architektur
Der STM8 hat einige Gemeinsamkeiten mit dem früheren ST6 und ST7, ist aber dank des in nahezu allen Befehlen verfügbaren effizienten Stapelzeiger-relativen Adressierungsmodus gut als Zielarchitektur für C-Compiler geeignet. Es gibt einen 8-Bit-Akkumulator A, sowie zwei 16-Bit-Register X und Y. Letztere dienen insbesondere als Indexregister.
Einige wenige STM8-Mikrocontroller haben mehr Speicher als 64 KB; bei diesen ist der Zugriff auf Daten oberhalb von 64 KB nur relativ kompliziert über besondere Instruktionen möglich.

## Unterfamilien
- STM8AF für Automobile
- STM8AL mit niedrigem Energieverbrauch für Automobile
- STM8L mit niedrigem Energieverbrauch
- STM8S ist die Standardbaureihe
- STM8T für kapazitive Berührungssensoren
- STLUX für Wandler und zur Beleuchtungssteuerung. Diese verfügen über 6 Generatoren für Pulsweitenmodulation.
- STNRG für Wandler

## Compilerunterstützung
Der STM8 wird vom freien C-Compiler SDCC unterstützt. Außerdem auch von Cosmic C und IAR C.